# BCL7A
BCL7A (англ. BCL tumor suppressor 7A) – білок, який кодується однойменним геном, розташованим у людей на короткому плечі 12-ї хромосоми. Довжина поліпептидного ланцюга білка становить 210 амінокислот, а молекулярна маса — 22 810.
| 10         |  | 20         |  | 30         |  | 40         |  | 50         |
| ---------- |  | ---------- |  | ---------- |  | ---------- |  | ---------- |
| MSGRSVRAET |  | RSRAKDDIKR |  | VMAAIEKVRK |  | WEKKWVTVGD |  | TSLRIYKWVP |
| VTEPKVDDKN |  | KNKKKGKDEK |  | CGSEVTTPEN |  | SSSPGMMDMH |  | DDNSNQSSIA |
| DASPIKQENS |  | SNSSPAPEPN |  | SAVPSDGTEA |  | KVDEAQADGK |  | EHPGAEDASD |
| EQNSQSSMEH |  | SMNSSEKVDR |  | QPSGDSGLAA |  | ETSAISQDLE |  | GVPPSKKMKL |
| EASQQNSEEM |  |            |  |            |  |            |  |            |

A: Аланін

C: Цистеїн

D: Аспарагінова кислота

E: Глутамінова кислота

G: Гліцин

H: Гістидин

I: Ізолейцин

K: Лізин

L: Лейцин

M: Метіонін

N: Аспарагін

P: Пролін

Q: Глутамін

R: Аргінін

S: Серин

T: Треонін

V: Валін

W: Триптофан

Кодований геном білок за функцією належить до фосфопротеїнів. 
Задіяний у такому біологічному процесі, як альтернативний сплайсинг. 